# Norli Gruppen AS
Die Norli Gruppen AS ist das  größte Buchhandelsunternehmen in Norwegen. Das Unternehmen, das in Norwegen unter dem Namen  Norli bekannt ist, betreibt 65 Filialen in ganz Norwegen. Der Firmensitz der Gesellschaft ist  Drammen. Im Jahr 2008 erwirtschaftete das Unternehmen mit ca. 850 Mitarbeitern einen Jahresumsatz von 900 Mio. Kronen.
Die Norli-Gruppe entstand  zum Jahreswechsel  1999/2000, als die bis dahin selbständigen Unternehmen  Lauritzen Bokhandel AS und Aschehoug Forlag AS fusionierten. Der Name „Norli“ stammt von der 1890 in Oslo durch den Buchhändler Olav Norli  gegründeten Buchhandlung, die im Jahr 1985 vom Aschehoug Forlag AS übernommen wurde.
Heute finden sich Filialen des Unternehmens in nahezu allen größeren norwegischen Städten, insbesondere in den Universitätsstädten.
Die Norli-Gruppe ist außerdem der größte Lieferant von Schulbüchern für Grundschulen und weiterführende Schulen in Norwegen.

## Weblink
- Internetauftritt des Unternehmens